# Friedrich Wilhelm von Schöning
Friedrich Wilhelm von Schöning (* 1660 wohl in Schönrade; † 1730) war ein preußischer Landrat. Er stand von 1722 bis zu seinem Tode dem Landsberger Kreis in der Neumark vor. 
Er stammte aus der pommersch-neumärkischen uradligen Familie von Schöning und war ein Sohn des Gutsbesitzers Georg Wilhelm von Schöning. Seine Mutter war eine geborene von Pfuel. 
1655 trat er in die brandenburgische Armee ein. Er diente im Regiment des Markgrafen Philipp, mit dem er in Ungarn gegen die Türken, in den Niederlanden und 1694 in Italien im Einsatz war. 1702 wurde er, inzwischen Inhaber einer Kompanie, mit dieser in das neu aufgestellte Infanterie-Regiment des Markgrafen Albrecht Friedrich versetzt, mit dem er im gleichen Jahre an der Belagerung von Kaiserswerth teilnahm. 1705 wurde er mit dem Charakter eines Oberstleutnants verabschiedet. 
Bereits 1688 hatte Schöning Anna Barbara geborene von Schmalenberg und verwitwete von der Marwitz geheiratet. Von deren Sohn aus erster Ehe erwarb er zu Beginn des 18. Jahrhunderts die Güter Jahnsfelde mit Anteil Zantoch sowie einen Anteil von 2/5 von Gralow, alle im Landsberger Kreis in der Neumark gelegen. 
1722 wurde Schöning zum Landrat des Landsberger Kreises gewählt. Nach seinem Tod 1730 folgte ihm im Amt als Landrat sein Sohn George Wilhelm von Schöning, der ihm bereits 1729 als Adjunkt beigegeben worden war. 
Bei der nach seinem Tod zwischen seinen Kindern durchgeführten Erbteilung ging Anteil Gralow an den Landrat George Wilhelm von Schöning, Jahnsfelde an Ludolph von Schöning. 